# Инзер
Инзе́р (баш. МФА: Инйәро файле; в верховье Большой Инзер) — река в Башкортостане, левый приток реки Сим (бассейн Камы).
Берёт начало на западных склонах Южного Урала.

## Гидрология
Длина — 307 км, площадь водосборного бассейна — 5380 км². Среднегодовой расход воды в устье — 67,7 м³/с, у деревни Азово — 50,9 м³/с.
В верховьях имеет характер горной реки, ниже долина реки расширяется и течение становится более спокойным.

## Притоки

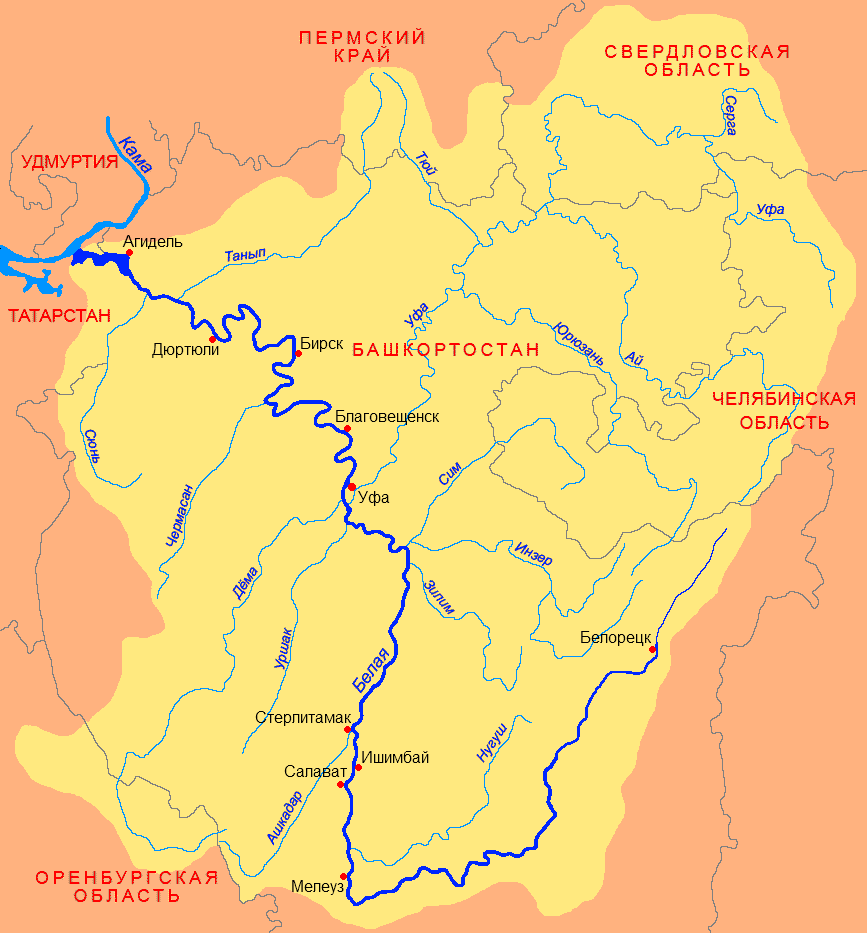
Бассейн Белой

Основные притоки по данным государственного водного реестра:

(указано расстояние от устья)
- 21 км: река Аскин
- 34 км: река Ба-Су
- 66 км: река Рау
- 89 км: река Сухояж (Инзерка)
- 95 км: ручей Зуячка (руч. Зюяк)
- 99 км: ручей Селигурга
- 106 км: река Кусагазы
- 108 км: река Бриш
- 108 км: ручей Бриш (руч. Большой Бриш)
- 115 км: река Туз
- 126 км: река Тюльмень
- 137 км: река Малый Инзер
- 142 км: река Нукат
- 149 км: река Манаир (Большой Манаир)
- Ремашта[4]
- 183 км: река Казмаш
- 199 км: река Калышта
- 208 км: река Кисканышта
- 239 км: река Сюрюнзяк
- 245 км: ручей Юша

## Галерея

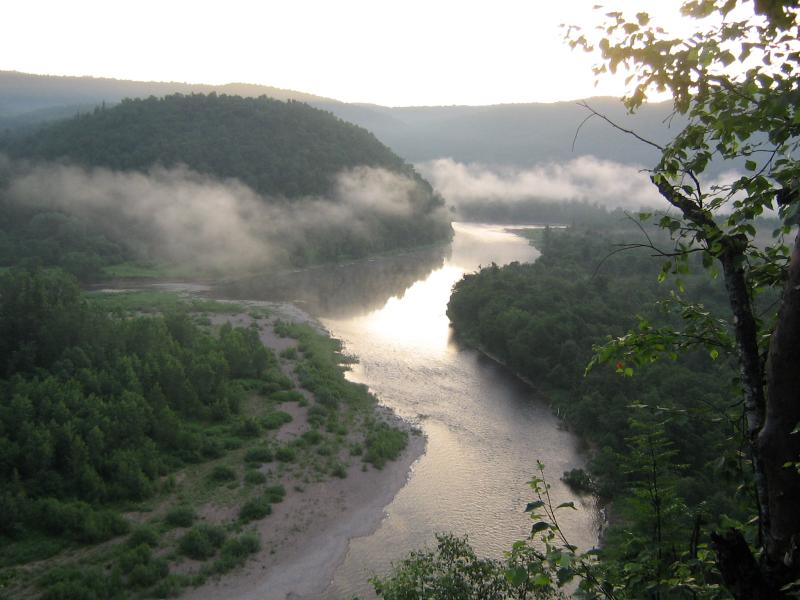
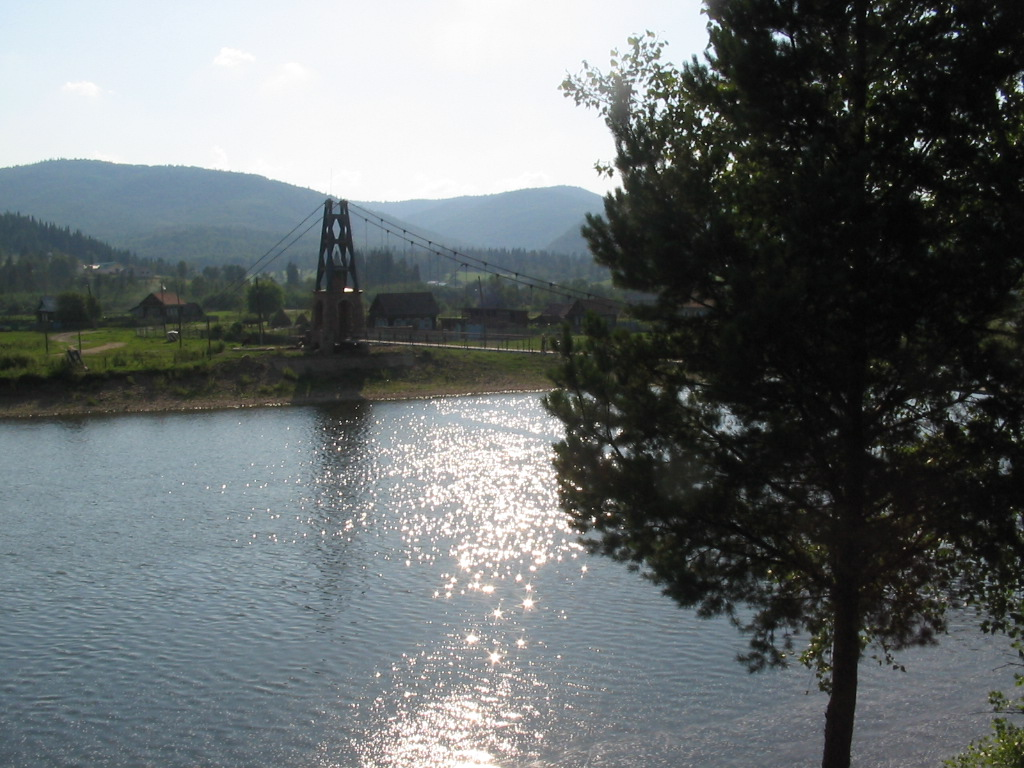
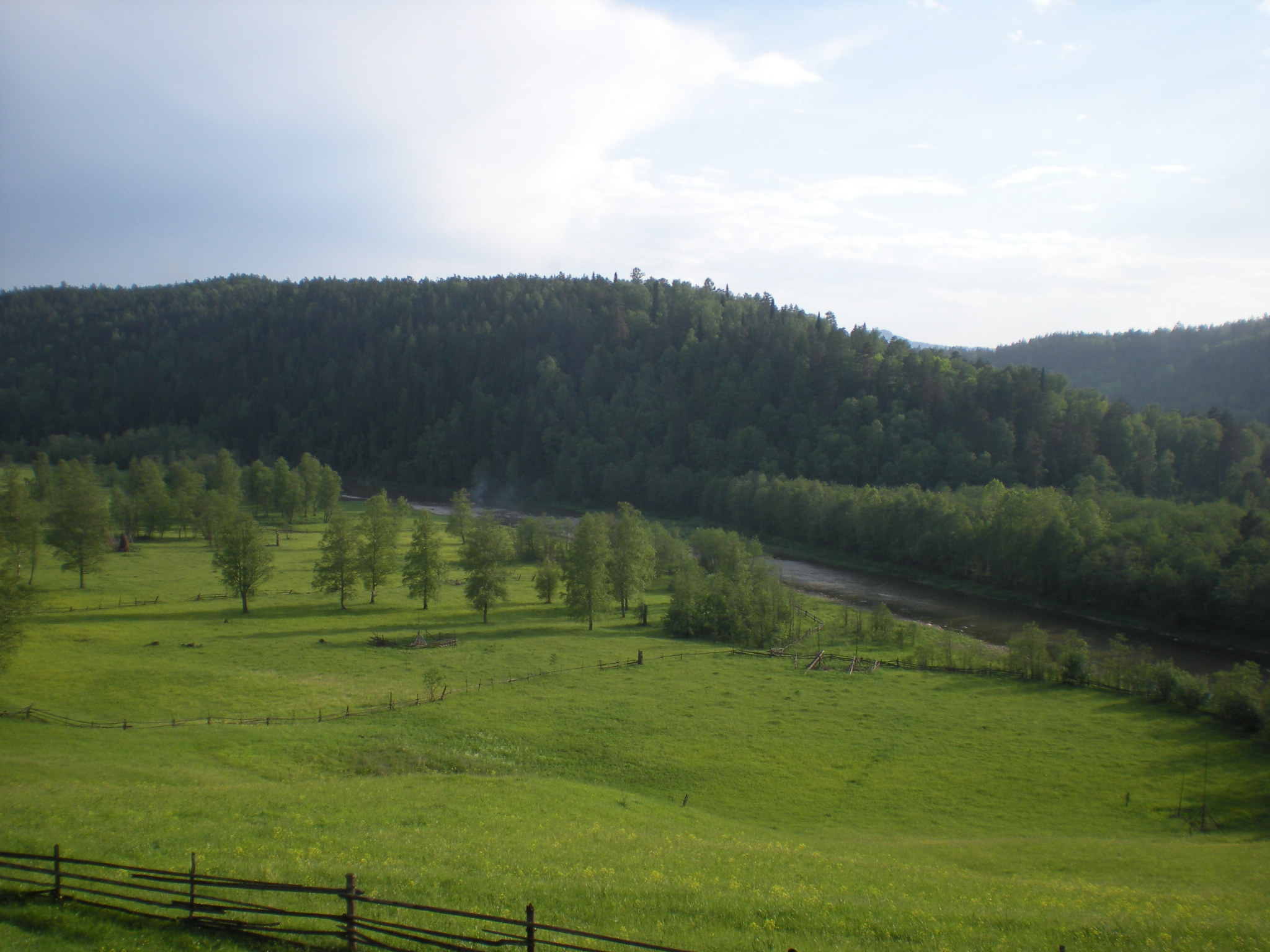
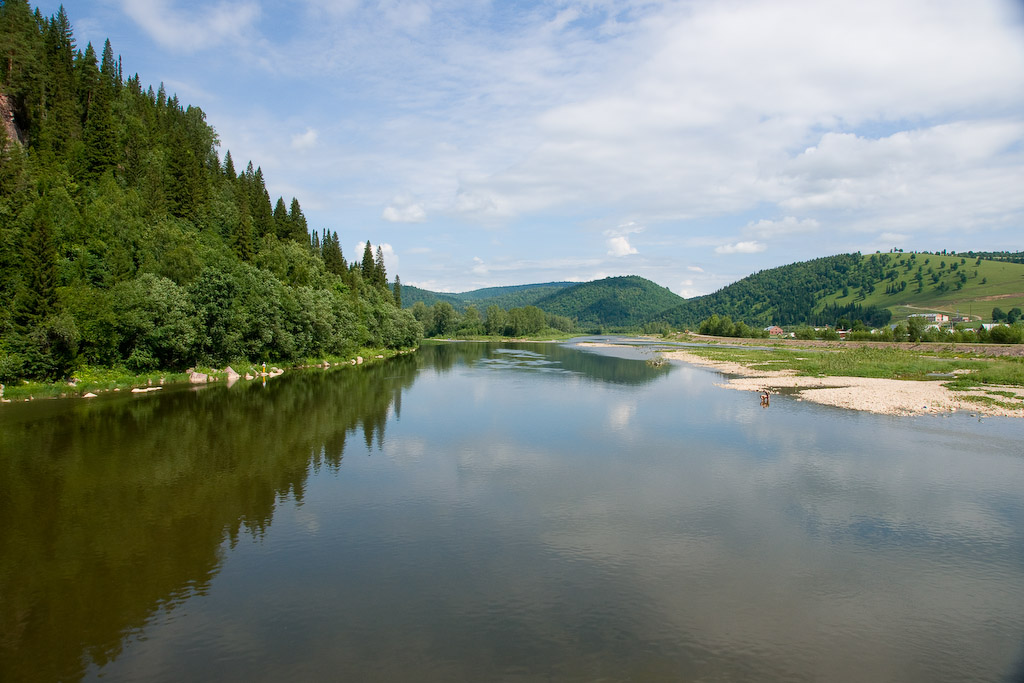